# Menjamel carunculat ventregroc
El menjamel carunculat ventregroc (Anthochaera paradoxa) és una espècie d'ocell de la família dels melifàgids (Meliphagidae) que habita boscos poc densos i ciutats de Tasmània i algunes illes properes.